# 前644年
| 千纪： | 前1千纪 |
| 世纪： | 前8世纪 \| 前7世纪 \| 前6世纪 |
| 年代： | 前670年代 \| 前660年代 \| 前650年代 \| 前640年代 \| 前630年代 \| 前620年代 \| 前610年代                                                                                         |
| 年份： | 前649年 \| 前648年 \| 前647年 \| 前646年 \| 前645年 \| 前644年 \| 前643年 \| 前642年 \| 前641年 \| 前640年 \| 前639年                                                           |
| 纪年： | 周襄王八年 魯僖公十六年 齊桓公四十二年 晉惠公七年 秦穆公十六年 宋襄公七年 楚成王二十八年 衛文公十六年 陳穆公四年 蔡庄侯二年 曹共公九年 郑文公二十九年 燕襄公十四年 杞成公十一年 |

## 大事记
- 晉惠公派勃鞮追殺重耳，重耳離開狄族地區，前往齊國。

## 逝世
- 季成子，姬姓，名友，又名季友，魯桓公嫡次子，魯國三桓最強卿族季孫氏的始祖。